# Piltzville (Montana)
Piltzville es un lugar designado por el censo ubicado en el condado de Missoula en el estado estadounidense de Montana. En el Censo de 2010 tenía una población de 395 habitantes y una densidad poblacional de 217,25 personas por km².

## Geografía
Piltzville se encuentra ubicado en las coordenadas 46°51′17″N 113°51′9″O / 46.85472, -113.85250. Según la Oficina del Censo de los Estados Unidos, Piltzville tiene una superficie total de 1.82 km², de la cual 1.82 km² corresponden a tierra firme y (0%) 0 km² es agua.

## Demografía
Según el censo de 2010, había 395 personas residiendo en Piltzville. La densidad de población era de 217,25 hab./km². De los 395 habitantes, Piltzville estaba compuesto por el 93.92% blancos, el 0% eran afroamericanos, el 3.04% eran amerindios, el 0% eran asiáticos, el 0% eran isleños del Pacífico, el 1.27% eran de otras razas y el 1.77% pertenecían a dos o más razas. Del total de la población el 2.53% eran hispanos o latinos de cualquier raza.